# Antoni Zaradzki
Antoni Zaradzki (ur. 30 stycznia 1920 w Samoklęskach, zm. 8 sierpnia 2012 w Bydgoszczy) – polski hutnik i działacz komunistyczny, poseł na Sejm PRL V i VI kadencji.

## Życiorys
Uzyskał wykształcenie podstawowe. W 1934 został pomocnikiem hutnika w Hucie Szkła w Turze, a po dwuletnim stażu i zdaniu egzaminu zawodowego pracował tam do 1948 jako hutnik szkła. W 1945 wstąpił do Polskiej Partii Robotniczej, z którą w 1948 przystąpił do Polskiej Zjednoczonej Partii Robotniczej, której Komitet Powiatowy w Szubinie skierował go wraz z dyrekcją zakładu w Turze na funkcję samodzielnego referenta personalnego. W styczniu 1951 skierowano go do pracy w Komitecie Wojewódzkim PZPR w Bydgoszczy, gdzie został kierownikiem kadr w Centralnym Biurze Architektoniczno-Budowlanym. W tym samym roku został przeniesiony na stanowisko starszego inspektora personalnego do Zakładów Chemicznych Zachem w Bydgoszczy, skąd w 1959 przeszedł do pracy w produkcji, zostając aparatowym chemii. W 1963 objął funkcję I sekretarza oddziałowej organizacji partyjnej PZPR, a w 1969 zasiadł w plenum Komitetu Zakładowego i KW partii. W 1969 i 1972 uzyskiwał mandat posła na Sejm PRL w okręgu Bydgoszcz. W trakcie V kadencji zasiadał w Komisji Przemysłu Ciężkiego, Chemicznego i Górnictwa, a w trakcie VI w Komisji Górnictwa, Energetyki i Chemii oraz w Komisji Handlu Wewnętrznego.
Pochowany na Cmentarzu przy ul. Wiślanej w Bydgoszczy.

## Odznaczenia
- Brązowy Krzyż Zasługi